# Fidesz
Fidesz - Hongaarse Burgerunie (Hongaars: Fidesz - Magyar Polgári Szövetség), Fidesz - MPSZ, meestal kortweg Fidesz, is een radicaal-rechtse Hongaarse politieke partij onder leiding van Viktor Orbán. Het is in het land de grootste partij aan de rechterkant van het politieke spectrum.
De partij domineert de Hongaarse politiek sinds 2010 en is verantwoordelijk voor democratische erosie in Hongarije: de oppositie wordt sterk tegengegaan, vrijheid van meningsuiting beperkt, de rechterlijke macht beïnvloed en eerlijke verkiezingen consequent ondermijnd.

## Fidesz 1989-1996
Fidesz werd in maart 1988, in de nadagen van het communisme, door een groepje jonge intellectuelen opgericht als Fiatal Demokráták Szövetsége (Verbond van Jonge Democraten). Het verbond verzette zich tegen de dictatuur, zonder zelf in dogma's te willen vervallen. Het was nadrukkelijk een jongerenbeweging: tot 1993 gold voor leden een maximumleeftijd van 35 jaar. Fidesz kreeg landelijke bekendheid door de live op tv uitgezonden rede die Viktor Orbán hield bij de herbegrafenis van Imre Nagy. In 1989 werd Fidesz onderscheiden met de Noorse Thorolf Rafto-prijs.
De partij ging de vrije verkiezingen van 1990 in met een links-liberaal programma en kwam met 9% van de stemmen op de vijfde plaats. Fidesz sloot zich aan bij de oppositie tegen de centrumrechtse regering-Antall en trad in 1992 toe tot de Liberale Internationale. In de aanloop naar de verkiezingen van 1994 werden onderhandelingen gevoerd met de eveneens liberale, maar toen nog veel grotere SZDSZ om eventueel samen een regering te vormen.
De sociaaldemocratische MSZP kwam echter als winnaar uit de bus. De SZDSZ ging nu samenwerken met de MSZP, wat bij Fidesz als verraad gevoeld werd. De partij keerde zich tegen de linkse coalitie. Maar het ging om meer dan tactiek, gaandeweg werd duidelijk dat het christelijke en nationalistische element een steeds grotere rol ging spelen bij Fidesz.
Tegelijkertijd kreeg Orbán steeds meer greep op de aanvankelijk losjes georganiseerde beweging. Na een scheuring in 1993, waarbij een aantal prominenten overging naar de SZDSZ, werd hij gekozen in de nieuwe functie van partijvoorzitter. Afgezien van een onderbreking in 2000-2003 is hij steeds op deze post herkozen. Door zijn strakke leiding, en de voortdurende ruzies bij het concurrerende MDF, lukte het Fidesz veel aanhang te winnen op de rechtervleugel. In 1996 doopte de partij zich om in Fidesz - Hongaarse Burger Partij (Fidesz - Magyar Polgári Párt), waarin Fidesz als woordspeling op het Latijnse fides (trouw) gehandhaafd bleef. 

## Fidesz - MPP 1996-2003
Fidesz behield ook haar activistische karakter. Dat kwam bijvoorbeeld tot uiting bij het organiseren van volkspetities, zoals die in 1997 tegen de verkoop van grond aan buitenlanders. De partij hield echter afstand tot extreemrechts. Bij de verkiezingen van 1998 werd deze koers beloond met een grote winst (29,5% van de stemmen). Samen met het gedecimeerde MDF en de Partij van Kleine Landbouwers (FKGP) kon nu een regering worden gevormd. Orbán werd premier, Fidesz kreeg 12 van de 17 ministersportefeuilles.
De centrumrechtse partij was de verkiezingen in gegaan met de belofte dat de Hongaren in het buitenland een dubbele nationaliteit zouden krijgen. Dit bleek juridisch niet haalbaar en ook besefte men dat de Hongaarse arbeidsmarkt een massale arbeidsmigratie naar Hongarije niet aan zou kunnen. Bijgevolg concentreerde men zich op de uitbreiding van culturele en sociale rechten voor Hongaren in de landen zelf.
Om geen gezichtsverlies te lijden, stelde de regering-Orbán in aanloop naar de verkiezingen het jaar erop de statuswet op. Die werd op 19 juni 2001 door het Hongaarse parlement bijna unaniem aangenomen en zorgde tot 2003 voor spanningen met Slowakije en Roemenië.
Het lukte Orbán echter niet om in de verkiezingen van 2002 zijn mandaat te vernieuwen. De campagne werd fel gevoerd en de twee grote partijen profiteerden van het gepolariseerde klimaat: 42% voor de socialisten en 41% voor Fidesz (in lijstverbinding met het MDF). Maar de in corruptieschandalen verwikkelde partner FKGP verloor alle zetels, waardoor links per saldo een meerderheid haalde. Na de verkiezingen werd de polarisatiepolitiek voortgezet, maar bij de lokale verkiezingen eind 2002 leed Fidesz een zware nederlaag.

## Fidesz - MPSZ 2003-
Fidesz sloot zich in 2000 op Europees niveau aan bij de Europese Volkspartij (EVP). In 2003 werd de naam van de partij nogmaals veranderd, nu in Fidesz - Hongaarse Burgerunie (Fidesz - Magyar Polgári Szövetség), na een fusie met enkele kleinere rechtse partijtjes. De partij profileert zich als een beweging voor alle christelijk en nationaal voelende Hongaren.
Bij de verkiezingen voor het Europees Parlement leverde dit niet minder dan 47% van de uitgebrachte stemmen op, al was de opkomst toen extreem laag. De veel belangrijker parlementsverkiezingen van 2006 waren vrijwel een herhaling van die van 2002. De MSZP won 43% en Fidesz 42% van de stemmen (nu in lijstverbinding met de kleine christendemocratische KDNP). Van het politieke midden bleef weinig over, en opnieuw wist links er een nipte overwinning uit te slepen.
Na de verkiezingen kwam een rede van MSZP-lijsttrekker Ferenc Gyurcsány in de openbaarheid waarin deze toegaf gelogen te hebben over de staat van ’s lands financiën. Fidesz eiste het aftreden van de regering. Om die eis kracht bij te zetten werden grote demonstraties georganiseerd ter gelegenheid van het 50-jarig jubileum van de Hongaarse Opstand. Een kleine groep herrieschoppers had al op 18 september 2006 het hoofdkwartier van de Hongaarse publieke omroep bestormd en de politie was niet in staat het gebouw te beschermen. Op 23 oktober 2006 heeft de politie echter zonder onderscheid herrieschoppers en de vreedzame manifestanten van Fidesz die na afloop van een toespraak van Wilfried Martens naar huis gingen, aangevallen met rubberen kogels, traangas en door de wet verboden wapenstokken. Verschillende manifestanten en zelfs toevallig aanwezige voetgangers (onder wie buitenlandse toeristen, zwangere vrouwen, kinderen en een parlementslid) werden zwaargewond. Amnesty International heeft het optreden van de politie veroordeeld in haar rapport over 2006. In de lokale verkiezingen eind 2006 behaalde Fidesz een grote overwinning, maar de regering was niet bereid af te treden. In de verkiezingen voor het Europees Parlement in 2009 behaalde Fidesz een absolute meerderheid (56,36%). Daardoor verkreeg deze partij 14 van de 22 Hongaarse zetels.
In 2010 won Fidesz gecombineerd met de christendemocratische KDNP in de parlementsverkiezingen 263 van de 386 zetels, een ruime twee derde meerderheid. Door deze supermeerderheid kon ze de grondwet eigenhandig aanpassen en naar haar hand zetten. In daaropvolgende verkiezingen wist Fidesz samen met de KDNP herhaaldelijk deze meerderheid te behouden, ook in het aangepaste stelsel met een kleiner parlement.

## Internationale relaties
In de jaren 2020 werd Fidesz een ideologische en strategische bondgenoot van Georgische Droom, de regeringspartij in Georgië. Georgische Droom ontwikkelde zich net als Fidesz van een centrumlinks naar een rechts sociaal-conservatief, illiberaal, eurosceptisch en autocratisch profiel. De twee zijden trokken gelijk op na de Russische invasie van Oekraïne in 2022 in de kritische en afwijzende houding ten aanzien van het Westen, de oorlog in Oekraïne, sancties tegen Rusland en militaire steun aan Oekraïne. Hongaarse spindoctors en adviseurs uit de kring van Fidesz waren actief in de communicatiestrategie van Georgische Droom.

## Feiten en cijfers

### Voorzitter
- 1988-1993 raad van 6 leden
- 1993-2000 Viktor Orbán
- 2000-2001 László Kövér
- 2001-2002 Zoltán Pokorni
- 2002-2003 (waarnemend) János Áder
- sinds 2003 Viktor Orbán

### Verkiezingsresultaten

#### Parlementsverkiezingen
- 1990: 8,6 %, 21 (386) zetels
- 1994: 7,0 %, 20 (386) zetels
- 1998: 29,4 %, 148 (386) zetels
- 2002: (lijstverbinding met het MDF) 41,1 %, 188 (386) zetels
- 2006: (lijstverbinding met de KDNP) 42,1 %, 164 (386) zetels
- 2010: (lijstverbinding met de KDNP) 53,6 %, 263 (386) zetels
- 2014: (lijstverbinding met de KDNP) 44,5%, 133 (199) zetels[7]
- 2018: (lijstverbinding met de KDNP) 47,9 %, 133 (199) zetels
- 2022: (lijstverbinding met de KDNP) 52,5 %, 135 (199) zetels

#### Europese verkiezingen
- 2004: 47,4 %, 12 afgevaardigden
- 2009: 56,4 %, 14 afgevaardigden
- 2014: 51,5 %, 12 afgevaardigden
- 2019: 52,5 %, 13 afgevaardigden
- 2024: 44,8 %, 11 afgevaardigden